# Uviranus echinops
Uviranus echinops is een hooiwagen uit de familie Assamiidae.